# Храм Матидии
Храм Матидии (лат. Templum Matidiae) ― ныне утраченное древнеримское культовое сооружение, посвящённое обожествленной августе Салонине Матидии, тёще императора Адриана. 
Матидия была племянницей императора Траяна, который относился к ней, как к своей собственной дочери. Когда ее мать Ульпия Марциана умерла ок. 112 года, Матидия приняла агномен «августа». Её дочь Вибия Сабина вышла в 100 году замуж за императора Адриана. Адриан особенно любил свою тёщу и обожествил её в 119 году после её кончины. Сразу после этого началось строительство храма, посвящённого ей. 
Храм Матидии стоял на Марсовом поле рядом с Пантеоном, восстановленным Адрианом. Точное местоположение храма было определено после того, как в фундаменте Сант-Иньянцо был найден свинцовый водопровод с надписью Templo matidiae. После своей смерти Адриана тоже был обожествлен и получил свой храм рядом с храмом Матидии. 
Храм Матидии был изображён на монете с текстом Divae Matidiae socrui, который Адриан отчеканил в 120 году. На ней он представлен как небольшой храм, окруженного колоннадой. В храме находится коронованная фигура и статуя по обе стороны фасада. Изображения на монетах, однако, известны как схематические, а не реалистичные, но считается, что храм действительно был внутри большого портика. 